# Neope solowiyofkae
Neope solowiyofkae är en fjärilsart som beskrevs av Matsumura 1911. Neope solowiyofkae ingår i släktet Neope och familjen praktfjärilar. Inga underarter finns listade i Catalogue of Life.